# Girl power
Pour les articles homonymes, voir Power.

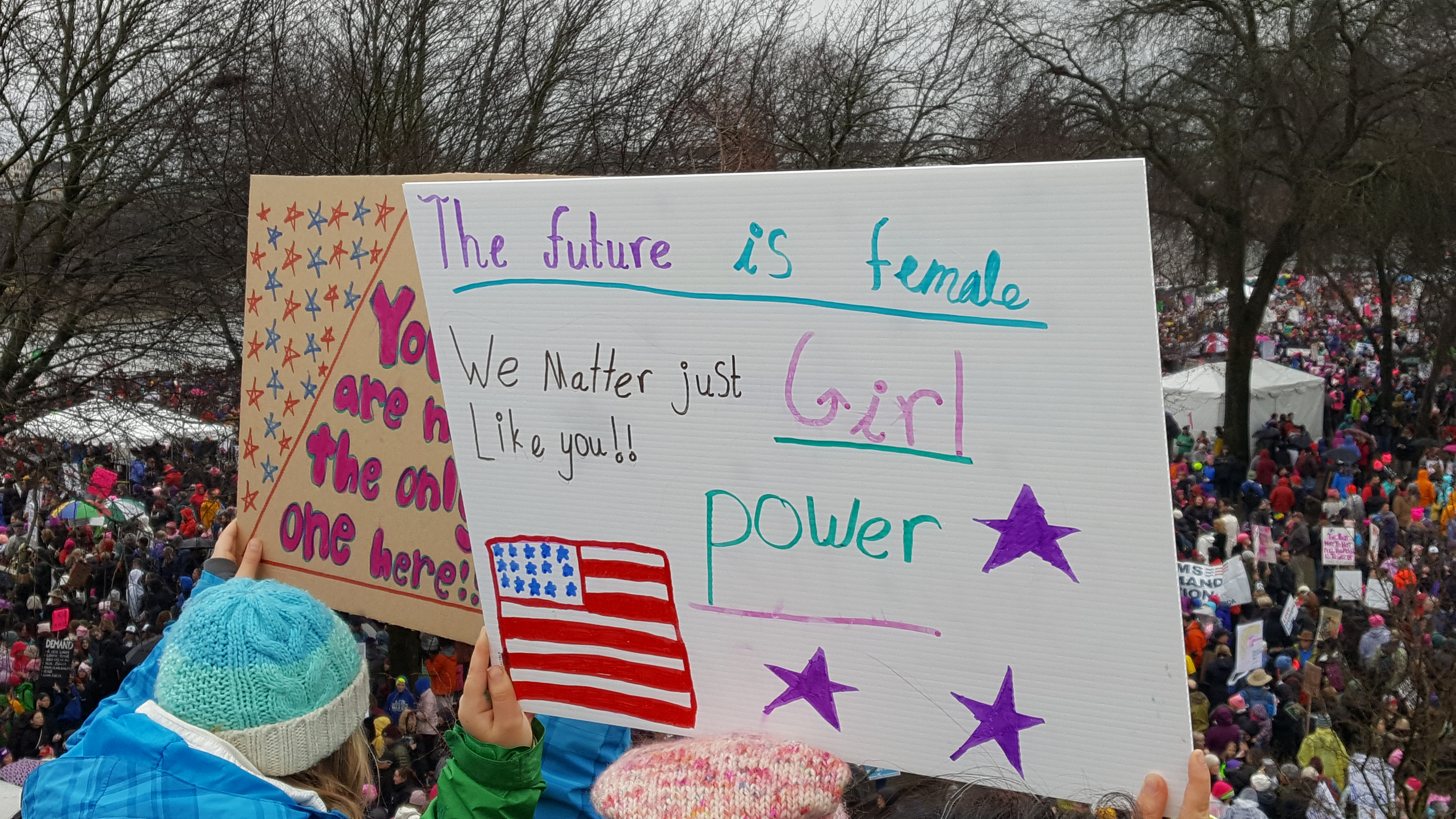
Marche pour les femmes à Portland, 21 janvier 2017.

Le girl power (le pouvoir féminin en français) est un mouvement et phénomène culturel inspiré du féminisme, popularisé lors des années 1990 par des chanteuses de musique pop anglo-saxonne comme les Spice Girls, Madonna, Britney Spears, Christina Aguilera, TLC, Destiny's Child, etc. Cette philosophie est ensuite récupérée au sein du marché de la mode.

## Historique
À ses origines, le phénomène girl power est associé au riot grrrl, mouvement musical féministe dont la figure principale fut Kathleen Hanna, et à la troisième vague féministe du début des années 1990,.
À l'origine, le féminisme visait l'égalité des droits civils et politiques  par rapport aux hommes. Les femmes recherchaient une stratégie de « libération » en réclamant l'autonomie dans leurs décisions.
Le « girl power » n'est pas un phénomène décrit comme un mouvement recherchant l'égalité, mais comme le portrait d'une avancée croissante des femmes dans la société occidentale, due aux efforts menés pour l'égalité des sexes.
Les Spice Girls de 1996 à 2001 vont prôner le Girl Power en précisant qu'il ne s'agit pas de rabaisser la gent masculine mais de favoriser l'égalité des sexes et des droits. La philosophie du Girl Power par les Spice Girls comprend également l'ouverture d'esprit, la tolérance, et le respect,,.
Au-delà de leur musique, les Spice Girls agissent pour les femmes dans le monde entier, notamment Geri Halliwell ambassadrice à l'Organisation des Nations unies (UNFPA) depuis 1998 pour lutter contre la maltraitance des femmes et le cancer du sein à travers le monde. Le Girl Power qu'elles ont popularisé est voué à faire évoluer l'image de la femme, puis imposer une égalité et une tolérance.

### Sources et bibliographie
- (en) Elyce Rae Helford, Fantasy Girls: Gender in the New Universe of Science Fiction and Fantasy Television, Rowman & Littlefield Publishers, Inc., 2000, 284 p.  (ISBN 978-0847698356)
- (en) Susan Hopkins, Girl Heroes: The New Force in Popular Culture., Pluto Press, 2002, 233 p.  (ISBN 978-1864031577)
- (en) Frances Early, Athena's Daughters: Television’s New Women Warriors, Syracuse University Press, 2003, 192 p.  (ISBN 978-0815629894)
- (en) Dawn Heinecken , The Warrior Women of Television: A Feminist Cultural Analysis of the New Female Body in Popular Media, Peter Lang Publishing Inc., 2003, 187 p.  (ISBN 978-0820462196)
- (en) Emily Pohl-Weary, Girls Who Bite Back: Witches, Mutants, Slayers And Freaks, Sumach Press, 2004, 360 p.  (ISBN 978-1894549332)

### Documentaires
- Cécile Denjean, Princesses, pop stars & girl power, ARTE France, 2014 (52 minutes; Info)